# Ryan Stoa
Ryan James Stoa (* 13. April 1987 in Bloomington, Minnesota) ist ein ehemaliger US-amerikanischer Eishockeyspieler, der im Verlauf seiner aktiven Karriere zwischen 2005 und 2025 unter anderem 195 Spiele für die Nürnberg Ice Tigers in der Deutschen Eishockey Liga (DEL) auf der Position des Centers bestritten hat. Darüber hinaus absolvierte Stoa über 300 Partien in der American Hockey League (AHL) und stand in 40 weiteren Begegnungen für die Colorado Avalanche sowie Washington Capitals in der National Hockey League (NHL) auf dem Eis.

## Karriere

### Anfänge in Nordamerika

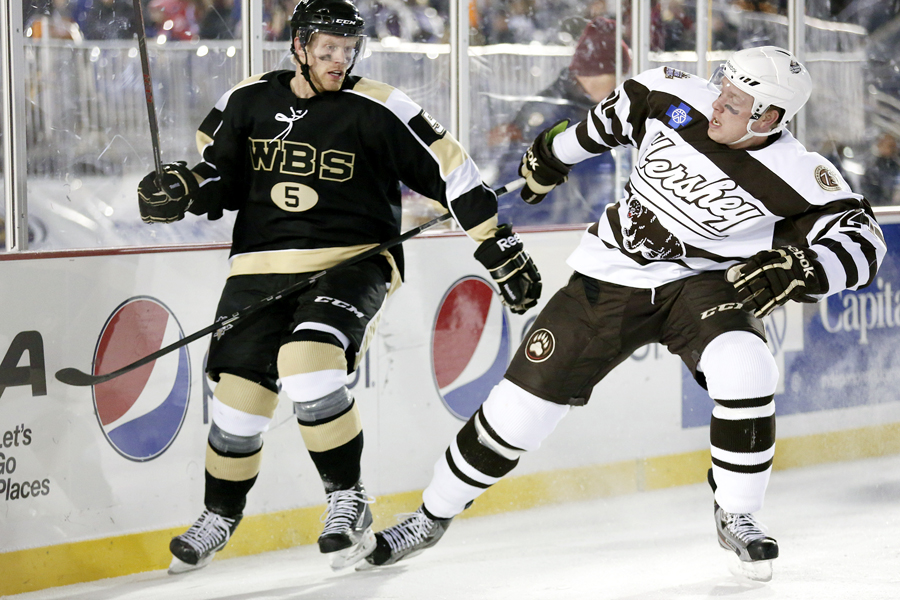
Stoa (rechts) im Trikot der Hershey Bears (2013)

Stoa wurde beim NHL Entry Draft 2005 von der Colorado Avalanche aus der National Hockey League (NHL) in der zweiten Runde an insgesamt 34. Position ausgewählt und spielte daraufhin vier Jahre für die University of Minnesota in der Western Collegiate Hockey Association (WCHA), einer Division der National Collegiate Athletic Association (NCAA). Am 27. März 2009 unterschrieb der Stürmer seinen ersten Profivertrag.
Zu Beginn der Saison 2009/10 wurde er trotz guter Leistungen im Trainingslager zum Farmteam der Avalanche, den Lake Erie Monsters, in die American Hockey League (AHL) geschickt. Sein Debüt in der NHL gab Stoa am 13. Dezember 2009 gegen die Calgary Flames, sein erstes NHL-Tor erzielte er am 9. April 2010 gegen die Chicago Blackhawks. Auch die folgende Saison begann Stoa bei den Lake Erie Monsters in der AHL, ehe er nach guten Leistungen im Januar 2011 wieder in den NHL-Kader der Colorado Avalanche berufen wurde. Im Juli 2012 unterzeichnete Stoa als Free Agent einen Einjahresvertrag bei den Washington Capitals.

### Wechsel nach Europa
Nach insgesamt zwei Jahren in Washington wechselte Stoa im Juli 2014 zum russischen KHL-Vertreter Metallurg Nowokusnezk. In seiner ersten KHL-Saison erzielte er in 60 Partien je 15 Tore und Assists. Im Februar 2015 erhielt er daraufhin einen Vertragsverlängerung um ein Jahr. Im November 2015 wurde er gegen Zahlung einer Entschädigung an Neftechimik Nischnekamsk abgegeben. Nach der Saison 2015/16 erhielt er keinen neuen Vertrag bei Neftechimik und wechselte daher zum HK Spartak Moskau, für den er in den folgenden zwei Jahren 114 KHL-Partien absolvierte. Nach Ablauf seines Vertrages wurde er im Mai 2018 vom HK Traktor Tscheljabinsk verpflichtet.
Nach fünf Spielzeiten in der KHL verließ Stoa die Liga und wurde im Juli 2019 vom Örebro HK aus der Svenska Hockeyligan (SHL) verpflichtet. Zu Beginn der Saison 2020/21 wechselte Stoa innerhalb der SHL zu HV71. Nach elf Spielen ohne Scorerpunkt wurde er aus seinem Vertrag entlassen und anschließend von der Djurgårdens IF verpflichtet. Für den Klub aus Stockholm erzielte er in 13 Spielen acht Scorerpunkte, bevor er mit diesem in der ersten Playoff-Runde ausschied. 
Im Juni 2021 unterzeichnete er einen Einjahresvertrag bei den Nürnberg Ice Tigers aus der Deutschen Eishockey Liga (DEL). Der Vertrag wurde später verlängert. Mit den Nürnbergern erreichte er in den Spielzeiten 2021/22, 2022/23 und 2023/24 jeweils die Pre-Playoffs und 2024/25 das Playoff-Viertelfinale. Seine erfolgreichste DEL-Hauptrunde bestritt Stoa in seiner ersten Saison in Nürnberg, als ihm in 46 Spielen 33 Scorerpunkte, darunter 15 Tore, gelangen. Nach der Spielzeit 2024/25 beendete der fast 38-Jährige Anfang April 2025 seine aktive Karriere.

### International
Stoa spielte für die US-amerikanische U18-Auswahl bei der U18-Junioren-Weltmeisterschaft 2005 und gewann die Goldmedaille, zwei Jahre später erspielte er sich mit seinem Team die Bronzemedaille bei der U20-Junioren-Weltmeisterschaft.
Im November 2015 nahm er mit der US-amerikanischen Nationalmannschaft am Deutschland Cup teil. Anschließend vertrat er sein Heimatland bei den Olympischen Winterspielen 2018 und belegte dort mit der Mannschaft, die ohne NHL-Spieler antrat, den siebten Platz.

## Erfolge und Auszeichnungen
- 2009 WCHA First All-Star-Team
- 2009 NCAA West First All-Star-Team
- 2011 Teilnahme am AHL All-Star Classic

### International
- 2005 Goldmedaille bei der U18-Junioren-Weltmeisterschaft
- 2007 Bronzemedaille bei der U20-Junioren-Weltmeisterschaft

## Karrierestatistik

### International
Vertrat die USA bei:
- U18-Junioren-Weltmeisterschaft 2005
- U20-Junioren-Weltmeisterschaft 2007
- Olympischen Winterspielen 2018

(Legende zur Spielerstatistik: Sp oder GP = absolvierte Spiele; T oder G = erzielte Tore; V oder A = erzielte Assists; Pkt oder Pts = erzielte Scorerpunkte; SM oder PIM = erhaltene Strafminuten; +/− = Plus/Minus-Bilanz; PP = erzielte Überzahltore; SH = erzielte Unterzahltore; GW = erzielte Siegtore; 1 Play-downs/Relegation; Kursiv: Statistik nicht vollständig)